# 她媽媽的公主
是一部2011年的法國-羅馬尼亞合拍劇情電影，由伊娃·尤涅斯科執導，故事原型是她與攝影師母親伊里娜·尤涅斯科的關係。伊里娜在伊娃小時候拍攝了她的裸體藝術照，並在1970年代引起爭議。

## 劇情大綱
薇爾莉特由她的祖母撫養長大，她的母親漢娜是攝影師，並力圖成為傑出的藝術家。為達此目的，她不惜經常和風評不佳的男人們來往，也很少去探望女兒。但在她某次去探望女兒時，她突然想到可以把女兒當成模特兒。於是她開始剝削自己的女兒，把她打扮成像《蘿莉塔》的主角般的形象，這也使得薇爾莉特和她的同學越來越疏遠。薇爾莉特在學校經常被同學霸凌或疏離.。在薇爾莉特的祖母逝世後，漢娜拍攝的尺度逐漸增大，不僅有越來越多裸露，還有和男性的親密接觸。漢娜甚至不給她吃東西，藉此強逼她拍攝艷照。最終社工介入了漢娜的行為，而她對女兒的監護權也受到影響。

## 演員
- 伊莎貝·雨蓓飾演Hanna Giurgiu
- 安娜瑪麗亞·沃特魯梅飾演Violetta Giurgiu
- 德尼·拉旺飾演Ernst
- 路易斯-多·迪·隆科桑（英语：Louis-Do de Lencquesaing）飾演Antoine Dupuis
- Georgetta Leahu飾演Mamie
- Jethro Cave飾演Updike   帕斯卡·邦加德
- 帕斯卡·邦加德（英语：Pascal Bongard）飾演Jean
- 安妮·貝努瓦（英语：Anne Benoît）飾演Madame Chenus
- Johanna Degris-Agogue飾演Apolline
- Déborah Révy飾演Nadia
- Lou Lesage飾演Rose
- 尼古拉·莫里（英语：Nicolas Maury）飾演Louis
- Pauline Jacquart飾演Fifi

## 評價
德國雜誌《焦點》讚許安娜瑪麗亞·沃特魯梅的演技，認為她確切地詮釋出一位生活因為母親的藝術抱負而變成惡夢的女孩。

## 外部連結
- 互联网电影数据库（IMDb）上《她媽媽的公主》的资料（英文）